# 가시와라미나미구치역
가시와라미나미구치역(일본어: 柏原南口駅)은 일본 오사카부 가시와라시에 위치한 긴키 닛폰 철도 미나미오사카 선의 철도역이다. 역 번호는 N 16이며, 단선 승강장 1면 1선의 구조를 갖춘 지상역이다.

## 이용 현황
- 2005년 11월 8일 : 788명
- 2008년 11월 18일 : 1,063명
- 2010년 11월 9일 : 792명
- 2012년 11월 13일 : 564명
- 2015년 11월 10일 : 735명

## 역 주변
- 야마토강
- 긴테쓰 오사카선 안도역
- 가시와라 시청
- 가시와라 시민 회관

## 역사
- 1911년 11월 12일 : 고난 철도의 야마토바시역으로서, 가시와라 - 도묘지 간에 개업. 현재 위치로부터 600m 정도 도묘지 방향으로의 야마토강의 언덕에 있음.
- 1919년 3월 8일 : 고난 철도가 오사카 철도로 사명 변경.
- 1924년 6월 1일 : 노선의 전철화와 동시에 현재 위치로 이전, 역명을 가시와라미나미구치역으로 개칭.
- 1943년 2월 1일 : 간사이 급행 철도가 오사카 철도를 합병, 이 회사의 도묘지 선의 역이 됨.
- 1944년 6월 1일 : 전시 통합에 의해, 간사이 급행 철도가 난카이 철도와 합병, 긴키 닛폰 철도 도묘지 선의 역이 됨.
- 2007년 4월 1일 : PiTaPa 사용 개시.
- 2013년 12월 21일 : 종일 무인역화.

## 인접 역
| 긴키 닛폰 철도 도묘지 선 | 긴키 닛폰 철도 도묘지 선 | 긴키 닛폰 철도 도묘지 선   |
| ------------------------ | ------------------------ | -------------------------- |
| N15 도묘지 도묘지 방면   | N 도묘지 선              | 가시와라 N17 가시와라 방면 |